# Marius Brevig
Marius Brevig (Oslo, 25 maggio 1991) è un giocatore di calcio a 5 ed ex calciatore norvegese, di ruolo centrocampista.

## Carriera

### Club
Brevig iniziò la carriera con la maglia del KFUM Oslo. Sostenne un provino per il Brann, su raccomandazione dell'amico Carl-Erik Torp, ma si trasferì poi al Løv-Ham con la formula del prestito. Debuttò in squadra in data 28 agosto 2011, schierato titolare nella sconfitta casalinga per 1-2 contro il Sandefjord. Totalizzò 9 presenze in questo scorcio di stagione, ma non riuscì a salvare il club dalla retrocessione. A fine stagione il trasferimento diventò definitivo, ma si ritrovò a giocare per il Fyllingsdalen, che fu il risultato della fusione tra Løv-Ham e Fyllingen. Continuò comunque a giocare per il KFUM Oslo Futsal.
Il 4 agosto 2013, fece ritorno al KFUM Oslo.

### Nazionale
Gioca per la Nazionale di calcio a 5 della Norvegia.